# Srikakulam
Srikakulam é uma cidade no distrito de Srikakulam no canto do nordeste do estado de Andra Pradexe, Índia. A cidade de Srikakulam é as matrizes do distrito e tem uma população de 109.666 (aglomeração 117.066) (recenseamento 2006). É ficada situada nos bancos do rio Nagavali em (lat: 18o18' N, lon: 83o54' E). O distrito de Srikakulam foi criado fora da parte do distrito de Vishakhapatnam agosto em 15, 1950.    
País
Índia
Estado
:  Andhra Pradesh
Região
: Andhra Costeiro
.
Distrito
: Srikakulam
Fundado por
: Balarama
Governo
• Tipo
: Conselho municipal
Corporação Municipal de Srikakulam
Área [1]
• Cidade
: 20,89 km2 (8,07 sq mi)
Classificação da área
Dia 24
População      (2011) [2]
• 
Cidade   :  146,988
• Densidade  : 7.000 / km2 (18.000 / sq mi)
• Metro [3]
147,015
línguas
• Oficial
Télugo
Fuso horário
IST (UTC + 5: 30)
PIN
532001
Registro de Veículo  :  AP-30
Local na rede Internet          :     Município de                Srikakulam
Srikakulam é uma cidade e a sede do distrito de Srikakulam, no estado indiano de Andhra Pradesh. É uma corporação municipal e também a sede do mandal de Srikakulam na divisão de receitas de Srikakulam. [4] [5] Até à data do censo de 2011, era a cidade mais populosa do distrito de Srikaulam e 24a cidade populosa do estado com uma população de 146,988. 
O templo do Sol Arasavalli é a morada do deus Sol, o ídolo do templo foi instalado pelo sábio Kashyapa e é um dos dois templos do sol no país.
Atletas internacionais como Karnam Malleswari (levantamento de peso) e Korada Mrudula (corrida, 400 m) são de Srikakulam. Kodi Ram Murthy Stadium perto de Govt. Degree College é uma instalação esportiva multiuso na cidade. Em 1991, um jogo de críquete não oficial foi disputado entre Sunil Gavaskar XI e Kapil Dev XI, com ambas as lendas sendo parte do jogo também. A única piscina (mantida pela SAAP) está localizada em Santhinagar.